# Leganés (Madrid)
Pour les articles homonymes, voir Leganes.
Leganés est une commune espagnole de la communauté de Madrid, située au sud-ouest de la capitale, à l'intérieur de son aire métropolitaine.
Avec 186 995 habitants en 2013, elle est la cinquième ville la plus peuplée de la communauté, après Madrid, Móstoles, Alcalá de Henares et Fuenlabrada.
La ville abrite un club de football de première division, le Club Deportivo Leganés.

## Histoire
Diego Mexía Felípez de Guzmán est fait marquis de Leganés, en 1627.

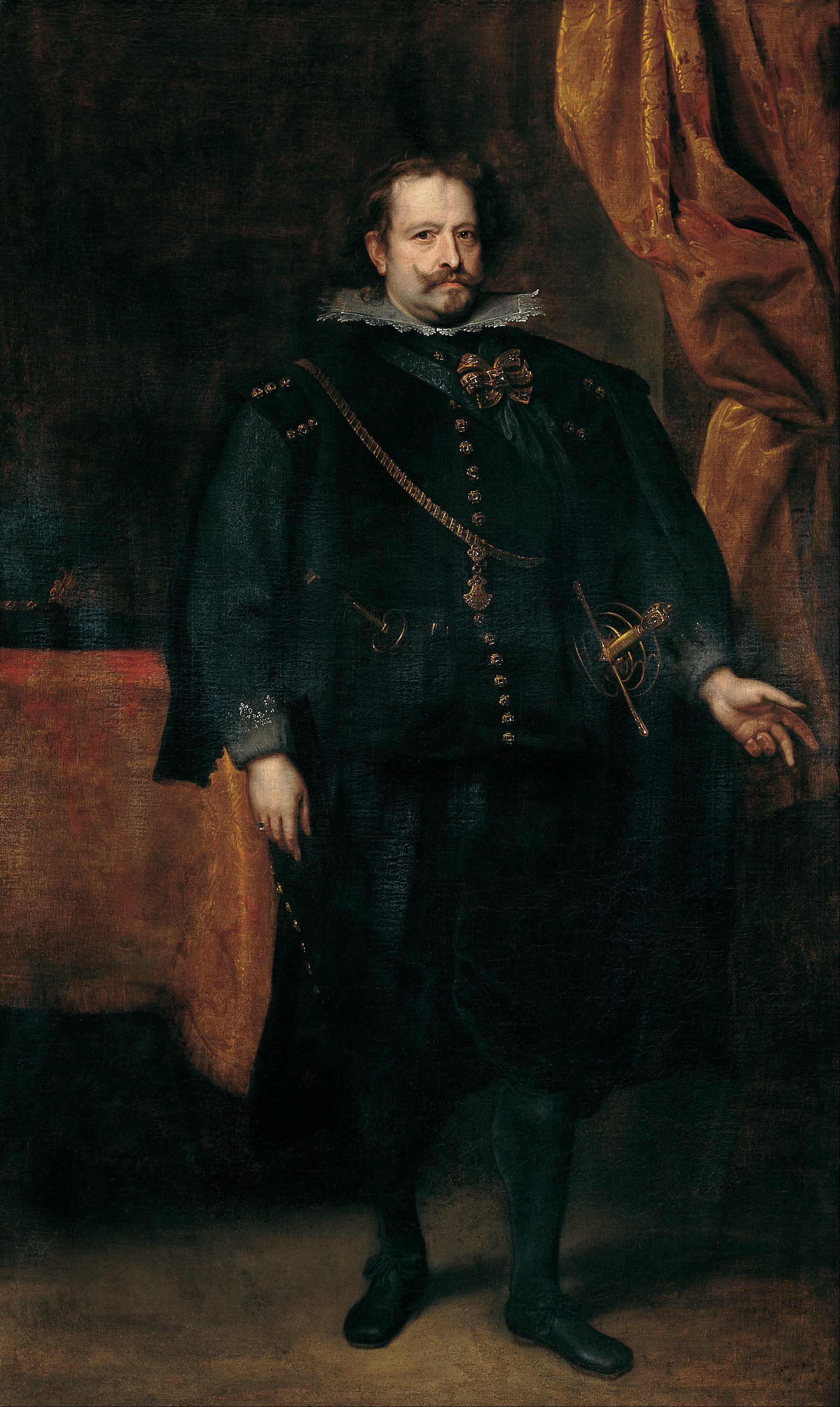
Diego de Mexía
marquis de Leganés
par Antoine van Dyck, 1634.
Fondation de la Banque Santander, Madrid.

## Jumelage
- Targuist (Maroc) depuis 2009
- Tindouf (Algérie)[1]

## Personnalités
- Le sculpteur canarien Luis Arencibia, auteur de la célèbre sculpture Neptuno del Puntón à Grande Canarie et de nombreuses œuvres d'art à Leganés, y est mort en 2021[2].